# CFD Réseau de Seine-et-Marne
Ne doit pas être confondu avec Réseau de Seine-et-Marne (SE).
Le Réseau de Seine-et-Marne de la compagnie de chemins de fer départementaux (CFD), comprend trois lignes construites à voie métrique. Il est situé dans le département de Seine-et-Marne. Il a été mis en service en 1893 et fermé entre 1934 et 1959.

## Lignes
- Lagny - Mortcerf
- Montereau - Égreville - Souppes - Château-Landon
- La Ferté-sous-Jouarre - Montmirail